# Praia da Almagreira
Praia da Almagreira é uma praia de Portugal.

## Derivação do nome "Almagreira"
O nome de Almagreira, deriva de almocreve (tipo de argila de cor avermelhada como acre, que é utilizado na indústria para polimento de materiais). Portanto, a Almagreira é um local onde existe almagre, o que de facto, acontece em abundância nas arribas daquela praia. Antigamente, a população de Ferrel, frequentava muito o almagre, para almagrar as chaminés interiores, as lareiras e até o piso das cozinhas. Nas décadas mais recuadas, durante o carnaval, os rapazes, também utilizavam o almagre para escrever nas paredes e muros as quadras dedicadas às raparigas solteiras, descobrindo namoros e paixões secretas.

## Localização da Praia
fica situada a Norte de Ferrel, apresentando uma paisagem singular desenhada pela arribas e falésias que entram pelo areal. É uma praia com uma grande extensão de costa, onde se encontra as “Pedras Muitas” e a “Pedra Ruiva”, que à maré vazia permitem a pesca de polvos, navalheiras, de pequenos peixes “dá pedra” e a apanha de lapas e mexilhões.
A praia também goza de uma envolvência maravilhosa e de uma paisagem espetacular, que permite avistar para sul a praia do baleal e, para norte, a praia da foz do arelho, a costa de são martinho do porto, o sítio da nazaré e até mesmo em dias bastantes límpidos, conseguimos lobrigar São Pedro de Moel.
O seu acesso é feito por estradas de terra batida, não tem infraestruturas de apoio, não é vigiada, mantendo assim em parte, um aspeto praticamente selvagem. É muito frequentada pelas pessoas de Ferrel, surfistas, pescadores, e por outras que desejam estar tranquilas a gozar os prazeres do mar, fugindo à sobrelotação e desassossego da praia do baleal.

### Imagens

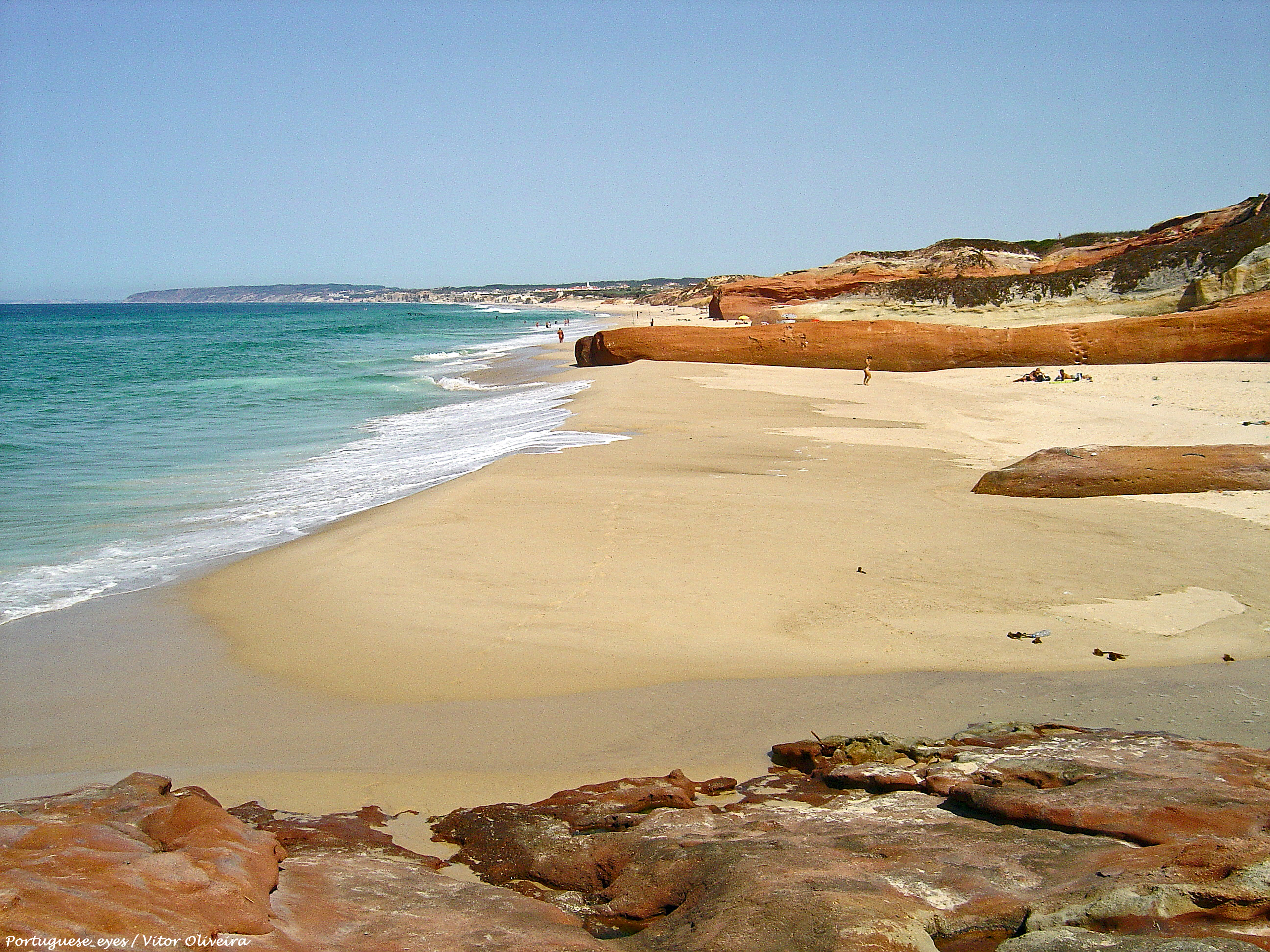
Praia da Almagreira

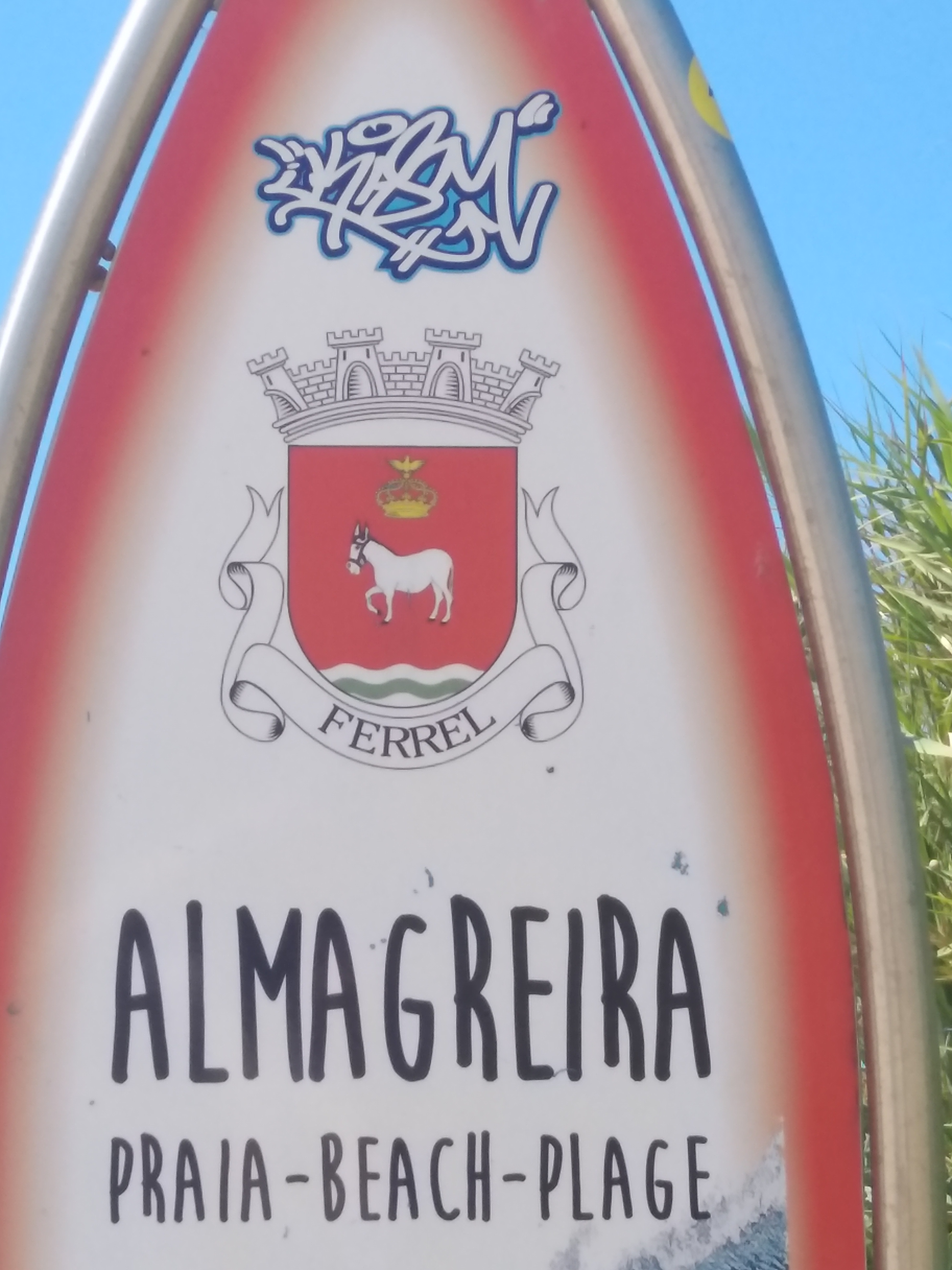
Prancha de Boas Vinda à Almagreira